# Daniel Vacek
Daniel Vacek (Praga, 1 de Julho de 1971) é um ex-tenista profissional tcheco.

## Grand Slam finais

### Duplas: 3 (3–0)
| Posição | Ano  | Campeonato    | Piso   | Parceiro           | Oponentes                      | Placar             |
| ------- | ---- | ------------- | ------ | ------------------ | ------------------------------ | ------------------ |
| Campeão | 1996 | Roland Garros | Saibro | Yevgeny Kafelnikov | Jakob Hlasek Guy Forget        | 6–2, 6–3           |
| Campeão | 1997 | Roland Garros | Saibro | Yevgeny Kafelnikov | Todd Woodbridge Mark Woodforde | 7–6(7–1), 4–6, 6-3 |
| Campeão | 1997 | US Open       | Duro   | Yevgeny Kafelnikov | Jonas Björkman Nicklas Kulti   | 7–6(10–8), 6–3     |